# Laura Ledesma
Laura Ledesma, all'anagrafe Laura Ledesma Alarcón (Madrid, 2 giugno 1993), è un'attrice e cantante spagnola, nota per aver interpretato il ruolo di Julia María Infante Cruz Lou nella soap Un altro domani (Dos vidas).

## Biografia
Laura Ledesma ha iniziato la sua carriera di recitazione nel 2007, dopo essere stata scritturata per interpretare il ruolo di Nuria nel film Los veraneantes diretto da Jorge Viroga. Si è formata presso lo studio Juan Carlos Corazza. Ha anche svolto vari corsi intensivi di canto, danza e teatro musicale con Carmen Roche e Miguel Tubía. Dal 2012 lavora in teatro, dove produce, dirige e recita per La Corona Producciones.
Nel 2010 ha interpretato il ruolo di María Amparo Suárez Illana, la figlia di Adolfo Suárez, nella miniserie in onda su Antena 3 Adolfo Suárez, el Presidente. Nel 2013 e nel 2014 ha recitato nella web serie Qué rabia da. Dos capítulos. Nel 2014 ha ricoperto il ruolo di Morenaza nella web serie Hipsteria. Nel 2016 e nel 2017 ha interpretato il ruolo di Isabel de Valois nella serie di TVE e BBC Reinas, girata in inglese.
Nel 2018 ha recitato nel film in Diana al fianco di Ana Rujas e per lo stesso film è stata nominata ai Premi Goya come Miglior attrice non protagonista. L'anno successivo, nel 2019, ha prestato la sua voce alla serie animata La gallina Turuleca diretta da Eduardo Gondell e Víctor Monigote.
Nell'estate del 2020 ha ricoperto il ruolo di Bego nella serie Campamento Albanta per Atresplayer. Nel 2021 e nel 2022 è stata scelta per interpretare il ruolo di Julia María Infante Cruz Lou nella soap opera in onda su La 1 Un altro domani (Dos vidas), insieme agli attori Amparo Piñero, Cristina de Inza, Oliver Ruano e Aída de la Cruz.

## Filmografia

### Attrice

#### Cinema
- Los veraneantes, regia di Jorge Viroga (2007)
- Diana, regia di Alejo Moreno (2018)

#### Televisione
- Adolfo Suárez, el presidente – miniserie TV, 2 episodi (Antena 3, 2010)
- Reinas – miniserie TV, 6 episodi (La 1, BBC, 2016-2017)
- Campamento Albanta – serie TV, 6 episodi (Atresplayer Premium, 2020)
- Un altro domani (Dos vidas) – soap opera, 255 episodi (La 1, 2021-2022)

#### Web TV
- Qué rabia da. Dos capítulos, regia di Jeromin Cantero – web serie, 2 episodi (YouTube, 2013-2014)
- Hipsteria, regia di Neurads – web serie, 1 episodio (MTV, 2014)

#### Cortometraggi
- La noche rota, regia di Diego Betancor (2011)
- Querida Alicia, regia di Pablo Moreno (2018)

### Doppiatrice

#### Televisione
- La gallina Turuleca, regia di Eduardo Gondell y Víctor Monigote – serie animata (2019)

## Teatro
- Los Monólogos de la Vagina, diretto da Flor Macías e Hannah Connor (2013)
- Adiós, Homo Sapiens, diretto da Pedro Jiménez (2013)
- Si me pongo en tu lugar, diretto da Rosa Morales (2013)
- La Audición, diretto da Pablo Iván Fernández Barahona (2013)
- Amor y Locura: escenas de Platonov, diretto da Paula Soldevila (2014)
- La mujer, el hombre y la libertad: escenas de Lorca e Ibsen, diretto da Juan Carlos Corazza (2014)
- Nuestra Señora del Mare Sirenum, diretto da Anita del Rey (2014)
- Leyendo a Shakespeare, diretto da Juan Carlos Corazza (2015)
- Hijos de Shakespeare, diretto da Juan Carlos Corazza (2015)
- Lecturas incompletas de Cervantes y Shakespeare. Retablo de una noche de trabajos, diretto da Paula Soldevila e Raúl de la Torre (2016)
- Ecos, diretto da Alexandra Fierro (2017)
- Una Corona para Claudia, diretto da Iker Azcoitia – musical (2016-2017)
- FAN, diretto da Eva Ramos e Laura Ledesma (2022-2023)
- La saga, diretto da Cristina Higueras (2022-2023)

## Doppiatrici italiane
Nelle versioni in italiano dei suoi film e delle sue serie TV, Laura Ledesma è stata doppiata da:
- Valentina Favazza[17] in Un altro domani[18]

## Riconoscimenti
- Premio Goya
  - 2018: Candidata come Miglior attrice non protagonista per il film Diana